# Middle Class (gruppo musicale)
I Middle Class da Santa Ana, California, sono stati una delle prime band hardcore punk della storia. Ancora oggi si discute se la prima band hardcore punk siano stati i Middle Class, i Black Flag oppure i Bad Brains.

## Storia
Il loro sound era una versione potente e urlata del punk che sarebbe stato molto influente nello stile hardcore sviluppatosi negli anni successivi alla loro prima pubblicazione, "Out Of Vogue" del 1978. Questa registrazione comprende 4 tracce. Nel 1980 il gruppo pubblicò il singolo "Scavenged Luxury" che mantiene il sound del primo lavoro insieme all'influenza di band inglesi come Gang of Four e Joy Division. Nel 1982 la band pubblicò il suo primo album, dalle atmosfere cupe, con il titolo di Homeland. I primi sette pollici furono ripubblicati nella compilation Blueprint For Joy insieme con molte tracce live.
Nella metà degli anni '80 Mike e Bruce Atta formarono una band soul/dance dal nome The Cambridge Apostles con l'ex componente dei The Bags Alice Bag.
Il bassista Mike Patton produsse il primo album dei The Adolescents, il chitarrista Mike Atta ora possiede un negozio di mobili d'antiquariato chiamato "Out Of Vogue" a Fullerton, California e il batterista Bruce Atta si iscrisse alla UCLA per laurearsi in filosofia e ora insegna filosofia alla Cal State University a Los Angeles.

## Formazione
- Mike Atta - voce, chitarra
- Mike Patton - basso
- Bruce Atta - batteria

## Discografia

### Album
- 1982 - Homeland, (Pulse Records)
- 1985 - Blueprint For Joy (Velvetone Records)

### EP
- 1978 - Out of Vogue (Joke Records)
- 1980 - Scavenged Luxury (Torture Garden)

### Raccolte
- 2008 - Out Of Vogue:The Early Material, (Frontier Records)